# Bělá pod Bezdězem (stacja kolejowa)
Bělá pod Bezdězem – stacja kolejowa w miejscowości Bělá pod Bezdězem, w kraju środkowoczeskim, w Czechach. Znajduje się na wysokości 250 m n.p.m.
Jest zarządzana przez Správę železnic i w ruchu osobowym regularnie obsługiwana przez České dráhy. Na stacji nie ma możliwości zakupu biletów, a obsługa podróżnych odbywa się w pociągu.

## Linie kolejowe
- 080 Bakov nad Jizerou - Jedlová